# Naturpleje
Naturpleje er et indgreb i en uønsket udvikling af naturen på et afgrænset område. Indgrebet kan både have et bevarende og et genskabende sigte. Derfor vil de selvsamme tiltag det ene sted være umærkelige for den ukyndige, mens de et andet sted vil være meget synlige over en årrække.
Naturpleje forekommer desuden i to forskellige varianter:
- Engangsindgreb - det kan være rydning af buske og træer, afbrænding, plantning, slåning og jordbearbejdning
- Kontinuerlig pleje - som regel i form af græsning, men også som årlig slåning, træfældning, opmudring og vedligeholdelse af stryg og høller

Foruden redskaber og maskiner kan både kvæg, får og heste anvendes i naturpleje og i bekæmpelse af invasive planter.